# Jochen Gerner
Pour les articles homonymes, voir Gerner.
Jochen Gerner, né le 12 septembre 1970 à Nancy, est un auteur de bande dessinée français.

## Biographie
Diplômé de l'École nationale supérieure d'art de Nancy où il étudie de 1988 à 1993, Jochen Gerner reçoit en 1990 l'Alph'Art scolaire au festival d'Angoulême alors qu'il est encore étudiant, et se fait ainsi remarquer par Jean-Christophe Menu, Lewis Trondheim et David B., futurs éditeurs de L'Association. En 1993, Jochen Gerner rejoint des collectifs d'auteurs dont le collectif expérimental OuBaPo (Ouvroir de bande dessinée potentielle), au côté de François Ayroles, Anne Baraou, Gilles Ciment, Thierry Groensteen, Patrice Killoffer, Étienne Lécroart, Jean-Christophe Menu et Lewis Trondheim, collectif pour lequel il est l'un des plus dynamiques artisans et le plus fidèle promoteur.

### De la presse à l'édition jeunesse
C'est surtout à ses qualités d'illustrateur qu'il doit ses premiers succès publics, notamment grâce à ses publications dans la presse. Le grand public identifiera rapidement l'auteur aux strips publiés dans Les Inrockuptibles (compilés dans Snark Park), mais les plus grands hebdomadaires français (Libération, Le Monde) lui commanderont également des illustrations, tout comme à l'international (The New York Times) qui lui permettront un séjour d'un an à New York.
Le trait minimaliste de l'auteur a également vite attiré les éditeurs jeunesse. Même s'il participe à de nombreuses expositions de salons de littérature jeunesse, c'est la publication du Petit Monde 1996 qui serra la plus décisive en la rencontre du directeur artistique et auteur, créateur de la collection jeunesse du Rouergue, Olivier Douzou. Il deviendra un des principaux illustrateurs des Éditions du Rouergue, alors reconnu pour apporter un renouveau dans l'illustration jeunesse. Il travaillera ainsi au côté de ses camarades nancéiens (Frédéric Rey, Frédérique Bertrand, Sylvie Bessard), mais aussi José Parrondo ou encore Nicolas Mahler. Il y publiera ses ouvrages en tant qu'auteur (Harry Staute, Berlin (Jochenplatz)) jusqu'au départ d'Olivier Douzou en 2001, et en tant qu'illustrateur de la collection roman doAdo jusqu'à la fusion de l'éditeur avec Actes Sud en 2004. Si ses publications jeunesse restent moins nombreuses depuis, aujourd'hui Gerner peut profiter d'avoir travaillé avec les plus grands éditeurs du domaine (Milan, Nathan, Gallimard...).

### De l'art dans la bande dessinée
En 2001, Olivier Douzou cofonde la maison d'édition L'Ampoule, et invite Jochen à y éditer TNT en Amérique. Si jusque-là les travaux de publications et les exercices graphiques étaient bien plus séparés chez l'auteur, l'ouvrage estampillé OuBaPo marquera les liens entre bande dessinée et art contemporain. L'auteur est alors repéré par la galerie Anne Barrault de Paris pour ces expérimentations graphiques. La galerie fait d'ailleurs depuis de nombreuses expositions en parallèle aux ouvrages publiés. Et alimentant le circuit de l'art contemporain, elle lui permettra (dès 2003) de vendre via la Foire internationale d'art contemporain (FIAC) ses œuvres au Fonds national d'art contemporain (FNAC) du ministère de la Culture, aboutissement d'une reconnaissance du milieu de l'art contemporain. Jochen Gerner participe dès lors à de nombreuses expositions collectives et se voit offrir de véritables expositions personnelles.
Après un second ouvrage (En ligne(s)) et le départ d'Olivier Douzou) de L'Ampoule, Gerner est depuis édité par L'Association avec des publications très diverses (documentaire Le saint patron, illustration de critiques médias Contre la bande-dessinée ou encore sous forme de carnet d'illustrations Branchages), et s'investit dans toutes les démarches mettant en avant l'aspect artistique de la bande-dessinée au sein de la structure (revue Eprouvette). Très naturellement à sa place au sein de nombreux collectifs (OuBaPo, Arts Factory/La Superette...) il aime expérimenter, mettre en œuvre une critique du langage et de l'image tout en détournant les codes visuels. Il dessine sur des pages de journaux, des listes de noms, du papier peint, des pages de catalogues, des manuels scolaires, d'anciennes bandes dessinées, ou plus simplement dans des cases. Il est aujourd'hui représenté par la galerie Anne Barrault. Jochen Gerner est lauréat du prix Drawing Now (Paris) en 2016.

## Publications

### Albums
- Le Petit Théâtre d’Olrik, éd. Archives Internationales, coll. « Portfolio », 1993.
- Boîte de vitesses et viande en boîte, L'Association, coll. « Patte de mouche », 1995.
- Courts-circuits géographiques, L'Association, coll. « Ciboulette », 1997.
- Snark Park, Automne 67, 1997[3].
- Jochen Gerner Tout Nu, éditions Moreno, 1999.
- (Un Temps.), Éditions du Centre Georges-Pompidou, 2000. Réédition coll. « Mimolette », L'Association, 2001 (issu du catalogue de l’exposition le Temps, vite).
- La Ménagerie intérieure (les grandes surfaces no.1), éditions « Moreno », 2000.
- Politique étrangère, scénario de Lewis Trondheim, L'Association, coll. « Éperluette », 2000.
- Berliner Architektur, Set G, no 1, B.ü.L.b comix, coll. « 2(w) », 2001.
- Malus, Drozophile, coll. « Maculatures », 2002.
- TNT en Amérique, Éditions L'Ampoule, 2002.
- Livret de l'album OuMuPo1 avec The Third Eye Foundation sur le label Ici, d'ailleurs...
- En ligne(s), Éditions L'Ampoule, 2003 [carnet de dessins téléphoniques réalisés entre 1994 et 2002].
- Le saint patron, L'Association, coll. « Ciboulette », 2004.
- 100 000 milliwatts - Printemps, scénario de Diego Aranega, couleurs de Denis Bernatets, Delcourt, coll. « Shampooing », 2007.
- Contre la bande dessinée : Choses lues et entendues, L'Association, coll. « Éprouvette », 2008.
- Vokabelheft, Arts factory] coll. « Dans la marge », 2008.
- Marseille, panorama polaire, Fotokino, 2008.
- Grande Vitesse, L'Association, coll. « L'Arrière Boutique », 2009.
- Branchages, L'Association, coll. « L'Arrière Boutique », 2009.
- Panorama du feu, coffret de 51 livrets, L'Association, 2010.
- Abstraction (1941-1968), L'Association, 2011.
- Panorama du froid, L'Association, 2013.
- RG, textes d'Emmanuel Rabu, L'Association, 2016.
- Le Minimalisme, scénario de Christian Rosset, La Petite Bédéthèque des savoirs, Le Lombard, 2016.
- Repères, 2 000 dessins pour comprendre le monde, Casterman, 2017
- Repères 2, 2 000 nouveaux dessins pour comprendre le monde, Casterman, 2020
- Chiens : Inventaire graphique authentique et fictif, B42, 2023
- Repères 3, 2 000 dessins essentiels pour comprendre le monde, Casterman, 2024

### Illustration
- « Le Désastre », in Encyclopédie Antipodiste vol.5, texte de Mireille De La Rue d'après George Psalmanazar, Les 4 mers, 1996.
- Le livre de cuisine de la Série Noire, texte d'Arlette Lauterbach et Alain Raybaud ; préface de Patrick Raynal, Éditions Gallimard, coll. « Série noire », 1999.

### Publications jeunesse

#### Albums
- Le Petit Monde - Journal De L'année 1996, Rouergue, 1997.
- Tsé Tsé, avec Lynda Corazza, Frédérique Bertrand, Olivier Douzou, Rouergue, 1998.
- Prospectus Box, avec Frédéric Rey, Rouergue, coll. « Toutazimute », 1998.
- Harry Staute, Rouergue, coll. « 12x12 », 1999.
- www.esperenoel.com, texte d'Olivier Douzou, Rouergue, 1999.
- Berlin (Jochenplatz), Rouergue, coll. « Toutazimute », 2000.
- Atchoum !, Thierry Magnier, n°47, coll. « Tête de lard », 2005.
- Coloriage!, Milan jeunesse, 2006[4].
- Machin-truc, Les Fourmis rouges, 2013.

#### Illustration
- Les Quatre Loups, texte d'Alain Gaussel, Syros/la Découverte, coll. « Paroles de conteurs », 1995.
- Mes parents se séparent, texte de Martine Azoulai, Nathan, coll. « États d'âme », 1995.
- Oumtata à Paris, texte de Marie Nimier, Nathan, coll. « Histoires d'éléphants », 1997.
- Grosses têtes et petits pieds, texte de Claude Bourgeyx, Nathan, 1998. rééd. 2002 et 2006.
- De l'eau, De l'eau, Rouergue, coll. « L'œil amusé » (musées de la ville de Paris), 1998.
- Petits Poèmes pour tous les jours, texte d'Isabelle-Anne Chatellard et Clémentine Collinet, Nathan, 1999.
- Dico Dingo, texte de Pascal Garnier, Nathan, n°01, coll. « Demi Lune », 1999.
- La Boutique des rêves, texte d'Elsa Devernois, Nathan, n°37, coll. « Demi Lune », 1999.
- Le berger qui voulait un enfant : un conte populaire du Pérou, texte de Chloé Gabrielli, Nathan, coll. « Contes des cinq continents », 2005.
- Sagesses et malices du zen, texte de Marc de Smedt, Albin Michel, coll. « Sagesses et malices », 2006.
- Pourquoi les hommes font-ils la guerre ?, texte de Myriam Revault d'Allonnes, Éditions Gallimard, jeunesse, coll. « Chouette ! Penser », 2006.
- Gagner sa vie, est-ce la perdre ?, texte de Guillaume Le Blanc, Éditions Gallimard jeunesse, coll. « Chouette ! Penser », 2008.
- Ludo et ses amis 1 : Méthode de français, texte de Corinne Marchois, Didier, 2008.
- C'est mathématique !, texte de Carina Louart et Florence Pinaud, Actes Sud junior, 2014.
- Aïda N'Diaye, Ai-je vraiment du mérite ?, Paris, Éditions Gallimard, coll. « Philophile ! », 2022.

#### Couverture
- Cité-nique-le-ciel, texte de Guillaume Guéraud, Rouergue, coll. « doAdo », 1999.
- Chassé-croisé, texte de Guillaume Guéraud, Rouergue, coll. « doAdo », 1999.
- Les chiens écrasés, texte de Guillaume Guéraud, Rouergue, coll. « doAdo », 1999.
- Coup de sabre, texte de Guillaume Guéraud, Rouergue, coll. « doAdo », 2000.
- Poussière d'ange, texte de Laura Jaffé, Rouergue, coll. « doAdo », 2000.
- Bien trop petite, texte de Chloé Ascencio, Rouergue, coll. « doAdo », 2000.
- Le ciel de travers, texte de Valérie Mathieu, Rouergue, coll. « doAdo », 2001.
- Loeïza, texte de Frédérique Niobey, Rouergue, coll. « doAdo », 2001.
- De nulle part, texte de Louis Atangana, Rouergue, coll. « doAdo », 2002.
- Apache, texte de Guillaume Guéraud, Rouergue, coll. « doAdo », 2002.
- Fils de Zeppelin, texte d'Irène Cohen-Janca, Rouergue, coll. « doAdo », 2002.
- L'Étoile de Kostia, texte d'Irène Cohen-Janca, Rouergue, coll. « doAdo », 2002.
- Kilomètre zéro, texte de Vincent Cuvellier, Rouergue, coll. « doAdo », 2002.
- Terminus Noël, texte de Sébastien Joanniez, Rouergue, coll. « doAdo », 2002.
- L’autre-cœur, texte d'Irène Cohen-Janca, Rouergue, coll. « doAdo », 2003.
- Voilà pourquoi les vieillards sourient, texte de Marie-Sophie Vermot, Rouergue, coll. « doAdo », 2003.

### Illustration pour la presse
- Illustrations d'articles pour Le Monde, d'éditos dans L'Expansion, de couvertures de L'Usine nouvelle.

### Revue et fanzine
- R de réel #21, Volume UVW.
- Fusée, numéros 2 à 5, 11, automne 1997.
- Lapin, numéros 6 à 14, 16, 21, 22, 25, 26, 28, 33 à 35, L'Association, de 1994 à 2006.
- Le Phacochère, n°25, Groinge, 1998.
- L'Éprouvette, L'Association, 2006-2007.
- Arkitip, n°39, spécial 10 ans de Colette, 2007[5].
- XXI, n°03, 2008.
- Stapazin, n°67.
- OuPus 1, Cymbalum Pataphysicum (L'Fxpectateur no.14), L'Association, 1997 ; Les vacances de l'OuBaPo, OuPus 3, Libération, L'Association, 2000 ; OuPus 2, L'Association, 2003 ; Oupus 4, L'Association, 2005.
- collectif Overwriting, Brugger/La Cinquième Couche, 2010.

### Participations
- Périphéries, L'Association, 1994.
- Raaan, L'Association, 1994.
- Nos Vaches, Un sourire de toi et j’quitte ma mère, 1998.
- (en) Mother Goose Around the World (Mother Goose Ser), William H. Sadlier (en), 1999.
- Tati, Drozophile, 2000.
- Comix 2000, L'Association, 2000.
- Jeux d'influence, PLG, 2001.
- Homo Pekinensis, 201, 2002.
- DIX, Drozophile, 2003.
- SVM Mac illustré : 15ans de l’histoire d’Apple vus par 60 illustrateurs, IT Media France, 2003.
- Color Star, Un sourire de toi et j’quitte ma mère, 2004.
- (en) Illustrating Children's Books : Creating Pictures for Publication, Barron's Educational Series, 2004.
- Brasilia, Ventura Ventis, Les Requins Marteaux, 2005.
- (en) Pictures and Words : New Comic Art and Narrative Illustration, Laurence King Publishing (en), 2005.
- Les Illustres, Un sourire de toi et j’quitte ma mère, 2006.
- Toy Comix, L'Association, 2007.
- Je voudrais pas crever, texte de Boris Vian, Les Allusifs, 2008<.
- Le Petit Larousse 2010, Larousse, 2009.
- Rock Strips, Flammarion, 2009[6].
- Comicscope, de David Rault, L'Apocalypse, 2013.

### Affiche
- 7e Rencontres de la bande dessinée BD à Bastia, Bastia, 2000.
- 5e rencontres de la bande dessinée d'auteur et de l'édition indépendante Periscopages, Rennes, 2005.
- 5e Laterna magica, Marseille, 2008.
- Colloque Conteners, Paris, 2008.

### Varia
- Image pour le portfolio pour les 25 ans de la librairie nancéienne La Parenthèse.
- Étiquette de vin et étiquette d'époisses, Les artistes en cave, 1999[7].
- Jeu du Jars, jeu de l'oie offert en supplément au Volume « J » de la revue R de Réel, 2001[8].
- Oumupo 1, illustration du livret et LP de The Third Eye Foundation, Ici d'ailleurs, 2004[9].
- Les animaux de la jungle, illustration du livret cd, Éditions Gallimard Jeunesse, 2005.
- Scroubabble, L'Association.
- Agenda 2008 année bissextile, texte de Christian Dubuis Santini, Complicites/L'Ampoule, 2007.
- Eyjafjöll, faïence coulée émaillée, 21,5 × 18 cm, 12 exemplaires, Nancy, Éditions Ergastule, 2011[10].
- Signalétique de la librairie La Parenthèse, Nancy, 2002[11].
- Jeu de Loup, Salon du livre et de la presse jeunesse, Montreuil, 2008 : jeu à partir de trois histoires de loup (Le Petit Chaperon rouge, Les Trois Petits Cochons, Pierre et le Loup)[12].

## Récompenses
- 1990 : Alph'Art de la bande dessinée scolaire lors du festival international de la bande dessinée d'Angoulême[1].
- 2008 : Contre la bande dessinée, primé au concours Les plus beaux livres français, organisé par le Cnap.
- 2008 : Artastic!, médaille de bronze catégorie livres d'activités du Moonbeam Children's Book[13].
- 2009 : Prix de l’École supérieure de l’image, festival international de la bande dessinée d'Angoulême.
- 2016 : Prix Drawing Now, Paris[14].
- 2019 : Prix du Livre Grand Est, catégorie Livre d'artiste, pour Stockholm, éditions Be-pôles[15].

## Expositions

### Personnelles
- Jochen Gerner, galerie Impressions, La Chaux-de-Fonds, Suisse, 2003.
- TNT en Amérique, BD à Bastia, 2003.
- Intra-Muros, galerie Anne Barrault, Paris, 2006[16].
- Jochen Gerner, Orangerie du Thabor, festival Periscopages, Rennes, 2006.
- Jochen Gerner, galeria Miquel Alzueta, Barcelone, Espagne, 2006.
- Chemin des images. Images d'Épinal de Jochen Gerner, musée de l'image, Épinal, 2008.
- Contre la bande dessinée, Le Monte-en-l'air, Paris, l'Escaut, Bruxelles, 2008.
- Science Plastique, Rue Montgrand (galerie de l'École supérieure des beaux-arts de Marseille), Marseille, 2008[17].
- Home, Musée d'art moderne Grand-Duc Jean, Luxembourg, 2009[18].
- Panoramica, galerie Anne Barrault, Paris, jusqu'au 31 octobre 2009[19].
- École européenne supérieure de l'image, Angoulême, 2010.
- Perdre le Nord, Studio Fotokino, Marseille, 2013[20].
- Second Plan, galerie Anne Barrault, Paris, 2013[21].
- Material Impreso, galerie Et Hall, Barcelone, Espagne, 2014[22].
- Pantoum phantom, H2M, hôtel Marron de Meillonnas, Bourg-en-Bresse, 2014.

### Collectives
- Figures Futur, Salon du livre et de la presse jeunesse, Montreuil, 1994.
- D'un Regard Neuf, Institut suisse de littérature pour la jeunesse, Zurich, Suisse, 1995.
- Biennale d’illustration, Bratislava, Slovaquie, 1996.
- On a marché sur des œufs, BD à Bastia, 1998.
- Broquet, Gerner, Lizano, Parrondo, Galerie du 8 novembre, Paris, 1999.
- Festival international de la bande dessinée de Sierre, Suisse, 1999.
- Gare centrale ou le roman noir et la bande dessinée, BD à Bastia, 1999.
- L'Association, Cité internationale de la bande dessinée et de l'image, Angoulême, 2000.
- Comix 2000, BD à Bastia, 2000.
- Sous Presse, galerie Art's Factory, Paris, 2000.
- Comics Festival, Berlin, Allemagne, 2001.
- Traversées, avec Cécile Paris, Musée d'Art moderne de la ville de Paris, 2001.
- Carnets de voyage, BD à Bastia, 2001.
- Dessins d'auteurs, BD à Bastia, 2002.
- Illustrarte, Barreiro, Portugal, 2003.
- Oubapo, galerie Anne Barrault, Paris, 2003.
- De la Lorraine, musée des beaux-arts de Nancy et de Metz, 2004.
- Oubapo, Cité internationale de la bande dessinée et de l'image, Angoulême, 2005.
- Pictures & Words, Magma Clerkenwell, Londres, Angleterre, 2005.
- Robert Crumb, David B., Jochen Gerner, galerie Anne Barrault, Paris, 2005.
- Galerie La mauvaise réputation, Bordeaux, 2005.
- Maison de la culture, Dieppe, 2005.
- Médiathèque, Rueil-Malmaison, 2006.
- Grandes Vacances, galerie Anne Barraul, Paris, 2006.
- L’Amour des Images, musée de l'image, Épinal, 2006.
- Graphic session /01, espace éof, Paris, 2006.
- My 2007, Colette, Paris, 2007.
- Toy Comix, Musée des Arts décoratifs de Paris, 2007[23].
- Merveilleux ! D'après nature, château de Malbrouck, 2007.
- Play, Salon du livre et de la presse jeunesse, Montreuil, 2007.
- Cité du livre, Aix-en-Provence, 2007.
- 15 illustrateurs lorrains, médiathèque du Pontiffroy, Metz, 2007.
- Salon Petite édition jeune illustration, médiathèque François-Mitterrand, Saint-Priest, 2008.
- Dans la marge, espace Beaurepaire, Paris, 2008.
- D'une page à l'autre, Fabrikculture, Hégenheim, 2008.
- Regarde de tous tes yeux, regarde, musée des beaux-arts de Nantes, 2008 et musée des beaux-arts de Dole, 2009.
- École supérieure d'arts appliqués, Troyes, 2009.
- Cité du livre, Aix-en-Provence, 2009.
- Médiathèque François-Mitterrand, Lorient, 2009.
- Latitude 48° 34' 52, Longitude 7° 45' 33, La Chaufferie (galerie de l'École supérieure des arts décoratifs de Strasbourg), Strasbourg, 2009.
- Comic Strip, musée de Sérignan, 2009.
- Collections d'auteurs, La Parenthèse, Nancy, 2009[24].
- Cet été, je ne partirai pas en vacances, Point Éphémère, Paris, 2009.
- Vraoum !, La Maison rouge, fondation Antoine-de-Galbert, Paris, 2009[25].
- Ni tout à fait la même, ni tout à fait une autre, musée de l'image, Épinal, jusqu'au 11 novembre 2009
- Traits Complices, galerie Béatrice Binoche, Saint-Denis La Réunion, jusqu'au 14 novembre 2009.
- réson&nces (préfiguration), Cité internationale de la bande dessinée et de l'image, Angoulême, jusqu'au 3 janvier 2010[26].
- Res publica, musée d'art moderne (en), Moscou, Russie, 2010.
- 100 pour 100, Cité internationale de la bande dessinée et de l'image, Angoulême, 28 janvier au 30 mars 2010. Alhondiga, Bilbao, 2010[27]. Bibliothèque Forney, Paris, 2010.
- Mappamundi, hôtel des arts, Toulon, 2013.
- L'arbre de vie, collège des Bernardins, Paris, 2013.
- Alternatives, bandes dessinées contemporaines, Maison des arts Georges-Pompidou, Cajarc, 2013.
- De leur temps 4 (ADIAF), Hangar à bananes, Nantes, 2013.
- L'Art et la guerre, musée des beaux-arts de Nancy, 2014.
- After the comics, musée d'art contemporain Erarta, Saint-Pétersbourg, Russie, 2014[28].
- Alpha, bêta, carta, parc culturel, Rentilly, 2014.
- Dialogue de dessin, avec Guillaume Chauchat, Festival Central Vapeur, Strasbourg, 2017[29].

### Foire d'art contemporain
- Foire d'art contemporain, Nîmes, 2004.
- Foire d'art contemporain, Strasbourg, 2005.
- FIAC, Paris, galerie Anne Barrault, 2006.
- PULSE, New York, galerie Anne Barrault, 2006.
- Volta, Bâle, galerie Anne Barrault, 2008.
- Salon du dessin contemporain, Paris, galerie Anne Barrault, 2009.
- FIAC, Paris, galerie Anne Barrault, 2009.

## Scène
- Conception artistique décors et costumes pour Affaire étrangère, opéra comique en un acte et douze tableaux de Valentin Villenave d’après Politique étrangère[30].

### Vidéo
- Interview dans Alors moi mon jouet c’était… d'Olivier Souchard, musée des Arts décoratifs, 2007.